# Hymenoscyphus saccicola
Hymenoscyphus saccicola är en svampart som tillhör divisionen sporsäcksvampar, och som beskrevs av Svr?ek. Hymenoscyphus saccicola ingår i släktet Hymenoscyphus, och familjen Helotiaceae. Arten är reproducerande i Sverige.